# Вожа (приток Юхоти)
Вожа — река в России, протекает по Большесельскому району Ярославской области, первый левый приток реки Юхоть.
Имеет исток в болотистом лесу на расстоянии около 2 км на юго-запад от Богоявленского озера вблизи границы Большесельсского и Угличского районов. Высота истока — 165 м над уровнем моря. Описав дугу в юго-западном направлении, направляет течение на север. Верхнее течение проходит по лесной незаселённой заболоченной местности. Единственный населённый пункт на берегах реки Марково, находится в нижнем течении и стоит на правом берегу. Примерно в 2 км ниже Марково Вожа впадает в Юхоть, несколько выше стоящей на Юхоти деревни Климатино. Река Вожа имеет существенно большую протяжённость, чем Юхоть до места слияния.

## Данные водного реестра
По данным государственного водного реестра России относится к Верхневолжскому бассейновому округу, водохозяйственный участок реки — Волга от Угличского гидроузла до начала Рыбинского водохранилища, речной подбассейн реки — бассейны притоков (Верхней) Волги до Рыбинского водохранилища. Речной бассейн реки — (Верхняя) Волга до Куйбышевского водохранилища (без бассейна Оки).
Код объекта в государственном водном реестре — 08010100912110000004567.